# بوگرادانکا
بوگرادانکا (به صربی: Beograđanka) یک ساختمان بلندمرتبه و آسمان‌خراش در صربستان است که در بلگراد واقع شده‌است.